# Villasbuenas
Villasbuenas è un comune spagnolo di 298 abitanti situato nella comunità autonoma di Castiglia e León.